# Gwiazda zmienna nowopodobna
Gwiazda zmienna nowopodobna (ang. novalike variable) – gwiazda wybuchowa, ciasny układ podwójny złożony z białego karła i gwiazdy ciągu głównego.
W układzie tym materia przepływa z gwiazdy towarzysza w stronę białego karła za pośrednictwem dysku akrecyjnego, tak jak w układach kataklizmicznych. Zmienne nowopodobne zdają się zachowywać jak zmienne typu Z Camelopardalis w przerwach pomiędzy wybuchami. Gwiazdy te nie wykazują nigdy rozbłysków typu nowa karłowata, ponieważ tempo przepływu masy między składnikami jest na tyle duże, że termiczna niestabilność dysku akrecyjnego, rozwijająca się w obszarze częściowej jonizacji gazu, nie występuje – dysk jest zbyt gorący. Występuje u nich natomiast zjawisko tzw. supergarbów (ang. superhump), czyli okresowych pojaśnień z okresem zbliżonym do orbitalnego, ale nieco wolniejszym. Może się to wiązać z precesją oświetlanego dysku akrecyjnego, a duża jasność obiektu może wynikać dodatkowo z ciągłego spalania wyjątkowo dużej ilości opadającej materii w reakcjach jądrowych zachodzących w otoczce białego karła (np. Kozhevnikov, 2007). Taka interpretacja oznacza, że wybuchy typu nowa klasyczna w tych gwiazdach nigdy nie następują.